# Марино поле (област Благоевград)
Вижте пояснителната страница за други значения на Марино поле.
Ма̀рино полѐ е село в Югозападна България. То се намира в община Петрич, област Благоевград.

## География
Село Марино поле е разположено в Санданско-Петричката котловина на левия бряг на река Струма. Западно от него преминава европейския път E79.

## История
Запазена е легенда, според която селото носи името на местна девойка - Мария, която побягнала със своя любим, но била настигната и убита от баща си. Тя била погребана в района на днешното село. По-късно костите ѝ били разнесени по полето, където възникнало съседното село Марикостиново.
През XIX век Марино поле е малко чисто българско село, числящо се към Демирхисарска кааза. В „Етнография на вилаетите Адрианопол, Монастир и Салоника“, издадена в Константинопол в 1878 година и отразяваща статистиката на населението от 1873 година, Марино поле (Marino-polé) е посочено като село с 50 домакинства, като жителите му са 180 българи.
В 1891 година Георги Стрезов пише за селото:
| „ | Марино поле, чифлик на север от Кула 1/2 час. Път тинест и труден; през среде село е и шосето. 9 къщи българе. | “ |

Съгласно статистиката на Васил Кънчов („Македония. Етнография и статистика“) от 1900 година селото брои 90 жители, всички българи-християни.
Според статистиката на секретаря на Българската екзархия Димитър Мишев („La Macédoine et sa Population Chrétienne“) в 1905 година селото вече се числи към Мелнишка кааза. Християнското население на Марино поле (Marinopolé) се състои от 80 българи екзархисти.
При избухването на Балканската война през 1912 година един жител на селото е доброволец в Македоно-одринското опълчение.
През 1913-1916 година в селото се установяват българи-бежанци, главно от селата Кумли, Сенгелово и Спатово - Демирхисарско, Кула и Хазнатар - Сярско.
През октомври 1925 година по време на гръцко-българския пограничен конфликт, известен като Петрички инцидент, Марино поле е окупирано от гръцката армия.
По време на Втората световна война през 1941 до селото възниква германското военно гробище.
- Шаронска къща в селото
- Градината в центъра
- Смесеният магазин

## Население

### Етнически състав
Преброяване на населението през 2011 г.
Численост и дял на етническите групи според преброяването на населението през 2011 г.:
|                     | Численост |
| Общо                | 301       |
| Българи             | 296       |
| Турци               | -         |
| Цигани              | -         |
| Други               | -         |
| Не се самоопределят | -         |
| Неотговорили        | 5         |